# Saveurs de France-Saveurs d'Europe
Saveurs de France-Saveurs d'Europe est une association fondée en 1995 par des cuisiniers restaurateurs. Totalement inactive depuis 2015, et, depuis, considérée comme dissoute, elle décernait des diplômes dénommés « Mariannes », principalement en France, mais aussi dans des pays proches, à des professionnels de l'univers de la table.
L’association dépose initialement ses statuts (1996) sous la dénomination Saveurs de France. Elle modifie cet intitulé en 2003, devenant Saveurs de France-Saveurs d'Europe.

## Siège social et membres
Le siège de l'association était situé à Paris, au restaurant «L' Ambassade d'Auvergne ».
L'association, présentée comme une « amicale », était animée par des bénévoles représentant divers univers de la gastronomie et de l'agroalimentaire. Le président en était l'écrivain et photographe Jacques-Louis Delpal.

## Diplômes et trophée «Mariannes»
Les diplômes furent habituellement dénommés « Mariannes » depuis 1996.
Ce nom avait été inspiré aux responsables de l'amicale par la collection d'effigies de Mariannes de Pierre Bonte, acquise par le Sénat. Ces pièces sont exposées au palais du Luxembourg depuis 2005 ; certaines ont été l'objet d'expositions itinérantes, les premières ayant été organisées à Deuil-la-Barre (février 2006) et à Blois. Quelques-unes avaient été exposées provisoirement dans le vestibule de la bibliothèque de l'Assemblée nationale
Les conditions d’attribution des Mariannes de l'association étaient définies par ses statuts. Elles signalaient les qualités et l'originalité de chefs cuisiniers, d'hôteliers restaurateurs, de viticulteurs, de sommeliers, de responsables d'artisanats et d'industries agroalimentaires, en valorisant plus particulièrement le respect du terroir, l'attachement sans passéisme à un pays et à ses traditions. Des artistes œuvrant en liaison avec la restauration et la viticulture (décorateurs, designers) et des professionnels du tourisme peuvent également les recevoir.
Le trophée de l'association, remis à l'origine avec le diplôme, était une assiette imaginée par Alain et Dominique Vavro, designers lyonnais très liés à l'univers de Paul Bocuse (l'assiette du Bocuse d'or leur est due), décorateurs de nombreux restaurants et bistrots, illustrateurs de cartes et d'étiquettes de vins, concepteurs de vaisselle. Elle était ornée d'une effigie de Marianne, stylisée et un peu dénudée à l'instar de la Marianne "Liberté conduisant le peuple" de Delacroix. C'est cette figure qui apparaît sur les diplômes et sur le site web de l'association.

### Médiatisation des Mariannes
Les premiers diplômes (1995 et 1996) ont été décernés à Paris — Françoise Petrucci pour L'Ambassade d'Auvergne, Alain Dutournier pour le Carré des Feuillants, Léon Vifian et ses fils pour Tan Dinh  et à Strasbourg — Yvonne Haller pour Chez Yvonne, Gilbert Brenner pour sa Winstub de Colmar. Cela fut notamment évoqué dans un long article des Dernières Nouvelles d'Alsace.
En 1997, Saveurs de France fut particulièrement signalée par un article d’une demi-page du Figaro.
Gilles Pudlowski a évoqué des « Mariannes du bon goût » dans un article consacré à la vallée de la Haute-Bruche, où il saluait divers lauréats, les Metzger de Natzwiller, Julien à Fouday, Denis Boulanger de la Belle Vue à Saulxures, les responsables de la Cheneaudière à Colroy-la-Roche. Il cite également « les Mariannes qui visent à réconcilier le France avec ses terroirs » dans les pages consacrées dans son Dictionnaire amoureux de l'Alsace  à Jacques-Louis Delpal, lui aussi lié à l'Alsace.
La dénomination « Marianne », pour le diplôme, avait été conservée lorsque l'association, initialement française, s'est développée  à l'échelle européenne : l'effigie avait été créée par les Vavro, designers, décorateurs de restaurants et illustrateurs lyonnais, familiers de l'"univers Bocuse", très connus hors de France ; le mot se prononçait facilement et se retenait dans toutes les langues.
Des Mariannes avaient été décernées à des Italiens, mais à titre exceptionnel, dans le cadre du SIRHA, à Lyon. Les premières "Mariannes transfrontalières" (Alsace-Vosges et pays de Bade) furent proclamées dans l'ancienne église des Catherinettes, à Colmar, sur le parvis de la mairie de Breisach (Vieux-Brisach) et  au Konzerthaus de Freiburg im Breisgau (Fribourg) en 2002. La presse allemande s'en fit amplement l'écho,. 